# 稲穂トンネル
稲穂トンネル（いなほトンネル）は、北海道岩内郡共和町と余市郡仁木町の間にある稲穂峠を貫通するトンネルである。稲穂隧道（いなほずいどう）ともいう。

## 鉄道トンネル
北緯43度1分36.5秒 東経140度42分43.3秒 / 北緯43.026806度 東経140.712028度
北海道旅客鉄道（JR北海道）函館本線小沢駅 - 銀山駅間にあるトンネル。延長は1,776メートル。初代北海道鉄道時代の1904年（明治37年）7月18日に、小沢駅 - 山道駅（現・廃駅）間の延伸開業に伴い供用開始した。

## 道路トンネル
北緯43度3分27.4秒 東経140度41分4.6秒 / 北緯43.057611度 東経140.684611度

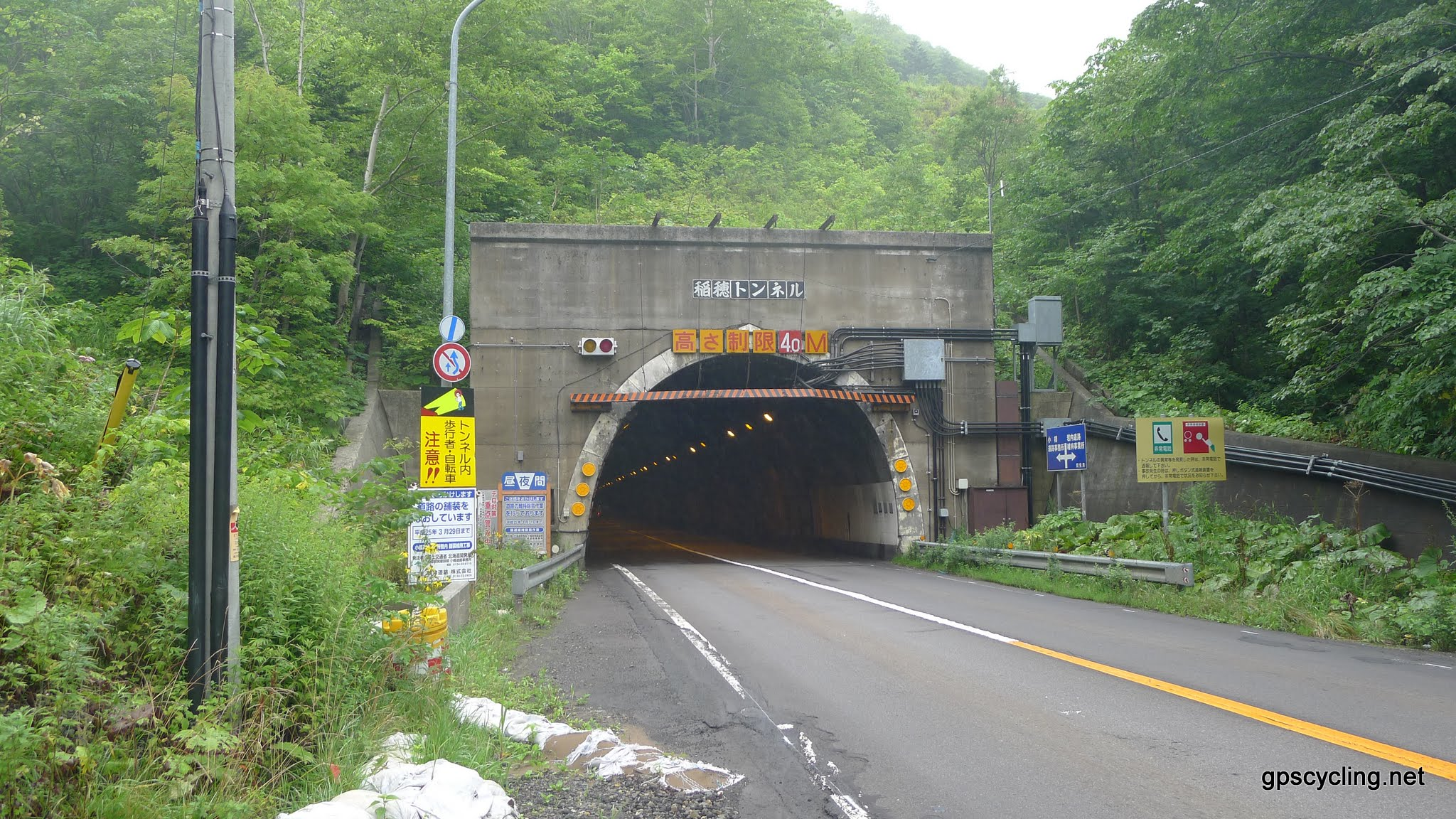
国道5号の稲穂トンネル

国道5号の小樽市 - 共和村（現・共和町）稲穂峠間の改築工事に伴い、1962年（昭和37年）に延長1,230メートルの稲穂トンネルが開通した。当時の最新技法が投入され、完成まで4年間におよぶ大規模工事であった。

## トンネル餅
末次商会より、当トンネル開通にちなむともされる和菓子「トンネル餅」が販売されていたが、2022年6月末で販売を終了した。